# Кимрский муниципальный округ
Ки́мрский муниципальный округ — муниципальное образование на юго-востоке Тверской области России. В рамках административно-территориального устройства ему соответствует округ.
Административный центр — город Кимры.

## География
Площадь округа, включающего город Кимры составляет 2560 км².
Округ граничит:
- на севере — с Кашинским муниципальным округом,
- на востоке — с Калязинским муниципальным округом,
- на юго-западе — с Конаковским районом,
- на западе — с Калининским районом,
- на северо-западе — с Рамешковским муниципальным округом,
- на юге — с Московской областью (Талдомским городским округом и городским округом Дубна).

Основные реки — Волга и Медведица с притоками Рудомошью, Малой Пудицей и Большой Пудицей.

## История
В XIX — начале XX века территория округа относились к Корчевскому, Кашинскому и Калязинскому уездам Тверской губернии. 2—4 апреля 1918 года путём самопровозглашения образован Кимрский уезд. Одновременно были аннексированы две калязинские волости Талдомская и Белогородская. Губернские власти две недели раздумывали, что делать с таким самоуправством, но поскольку в Кимрах была самая сильная в губернии партийная организация большевиков, а в Корчеве всего один большевик, согласились с существованием двух уездов на территории Корчевского уезда. В ноябре 1918 года Наркомат внутренних дел окончательно узаконил новый уезд. Вопрос с Калязинским уездом был решён компромиссно: Кимрскому уезду передали только часть деревень, прилегающих к Волге. Первым председателем уездного исполкома был П. М. Викман. Через три месяца его сменил Д. С. Базанов.
На территории округа находится древний курганный могильник вятичей, которые проживали здесь с V века нашей эры. Располагался он на левом берегу Волги северо-восточнее деревни Плешково. В 1980—1982 годах здесь проводились археологические раскопки, находки были отправлены в Кимрский музей.
12 июля 1929 года в Московской области был образован Кимрский округ и Кимрский район в его составе. Кимры стали городом областного подчинения с 1917 года и не входили в район. В 1930 году округа были упразднены, а 29 января 1935 года район вошёл в состав новообразованной Калининской области.
В рамках организации местного самоуправления с 2005 до 2022 года. в границах района функционировал муниципальный район, а в границах города — городской округ.
Законом Тверской области от 5 мая 2022 года городской округ и муниципальный район со всеми входившими в его состав городским и сельскими поселениями были упразднены и объединены в Кимрский муниципальный округ. Другим законом от 5 мая 2022 года Кимрский район как соответствующая административно-территориальная единица была преобразована в округ с центром в городе окружного значения Кимры.

## Население
| 2021   |
| ------ |
| 53 800 |

### Урбанизация
Городское население (город Кимры и пгт Белый Городок) составляет 45.31 % от всего населения округа.

## Населённые пункты
В Кимрский муниципальный округ входят 419 населённых пунктов, в том числе два городских (из них один город и один посёлок городского типа), а также 417 сельских населённых пунктов.
| №   | Населённый пункт                          | Тип                     | Население | Бывшее муниципальное образование   |
| --- | ----------------------------------------- | ----------------------- | --------- | ---------------------------------- |
| 1   | Кимры                                     | город                   | ↘40 875   | городской округ город Кимры        |
| 2   | Белый Городок                             | пгт                     | ↗2022     | посёлок Белый Городок              |
| 3   | Абатурово                                 | деревня                 | 0         | Маловасилевское сельское поселение |
| 4   | Абрамово                                  | деревня                 | ↘26       | Центральное сельское поселение     |
| 5   | Абросимово                                | деревня                 | 1         | Устиновское сельское поселение     |
| 6   | Авдеево                                   | деревня                 | 1         | Устиновское сельское поселение     |
| 7   | Авделиха                                  | деревня                 | ↘1        | Горицкое сельское поселение        |
| 8   | Азарово                                   | деревня                 | 9         | Приволжское сельское поселение     |
| 9   | Азарово                                   | деревня                 | 1         | Центральное сельское поселение     |
| 10  | Акимовское                                | деревня                 | 0         | Ильинское сельское поселение       |
| 11  | Акулово                                   | деревня                 | 6         | Фёдоровское сельское поселение     |
| 12  | Алексино                                  | деревня                 | 7         | Маловасилевское сельское поселение |
| 13  | Алексино                                  | деревня                 | 13        | Приволжское сельское поселение     |
| 14  | Алешово                                   | деревня                 | 10        | Красновское сельское поселение     |
| 15  | Андрейцево                                | деревня                 | →0        | Ильинское сельское поселение       |
| 16  | Аннино                                    | деревня                 | 0         | Центральное сельское поселение     |
| 17  | Арефино                                   | деревня                 | 0         | Центральное сельское поселение     |
| 18  | Афонино                                   | деревня                 | 0         | Ильинское сельское поселение       |
| 19  | Бабенки                                   | деревня                 | 11        | Ильинское сельское поселение       |
| 20  | Бабинское                                 | деревня                 | 1         | Неклюдовское сельское поселение    |
| 21  | Барановская                               | деревня                 | 1         | Ильинское сельское поселение       |
| 22  | Башарино                                  | деревня                 | 26        | Приволжское сельское поселение     |
| 23  | Бели                                      | деревня                 | ↗1        | Быковское сельское поселение       |
| 24  | Белое                                     | деревня                 | ↗12       | Приволжское сельское поселение     |
| 25  | Белый Городок                             | железнодорожная станция | 21        | Приволжское сельское поселение     |
| 26  | Беляево-Горицкое                          | деревня                 | →0        | Горицкое сельское поселение        |
| 27  | Бересловлево                              | деревня                 | ↘62       | Печетовское сельское поселение     |
| 28  | Биколово                                  | деревня                 | ↘5        | Печетовское сельское поселение     |
| 29  | Богунино                                  | деревня                 | ↘51       | Фёдоровское сельское поселение     |
| 30  | Богуново                                  | деревня                 | ↘1        | Быковское сельское поселение       |
| 31  | Большое Аксёново                          | деревня                 | 0         | Ильинское сельское поселение       |
| 32  | Большое Василево                          | деревня                 | 0         | Ильинское сельское поселение       |
| 33  | Большое Огрызково                         | деревня                 | 1         | Ильинское сельское поселение       |
| 34  | Большое Чириково                          | деревня                 | 5         | Неклюдовское сельское поселение    |
| 35  | Большое Чириково                          | деревня                 | 0         | Печетовское сельское поселение     |
| 36  | Большое Яковлево                          | деревня                 | 9         | Центральное сельское поселение     |
| 37  | Бордуково                                 | деревня                 | ↘0        | Горицкое сельское поселение        |
| 38  | Борисково                                 | деревня                 | ↘1        | Быковское сельское поселение       |
| 39  | Борисово                                  | деревня                 | ↗1        | Горицкое сельское поселение        |
| 40  | Бородино                                  | деревня                 | 10        | Ильинское сельское поселение       |
| 41  | Бородино                                  | деревня                 | 0         | Неклюдовское сельское поселение    |
| 42  | Бортниково                                | деревня                 | 6         | Маловасилевское сельское поселение |
| 43  | Бортниково                                | деревня                 | 0         | Центральное сельское поселение     |
| 44  | Брехово                                   | деревня                 | 1         | Приволжское сельское поселение     |
| 45  | Бронницы                                  | деревня                 | 1         | Центральное сельское поселение     |
| 46  | Букарево                                  | деревня                 | 0         | Ильинское сельское поселение       |
| 47  | Бурцево                                   | деревня                 | 1         | Приволжское сельское поселение     |
| 48  | Быково                                    | деревня                 | ↘44       | Быковское сельское поселение       |
| 49  | Бяшево                                    | деревня                 | 0         | Устиновское сельское поселение     |
| 50  | Вандышево                                 | деревня                 | 5         | Печетовское сельское поселение     |
| 51  | Васьки                                    | деревня                 | 1         | Центральное сельское поселение     |
| 52  | Ваулино                                   | деревня                 | 1         | Центральное сельское поселение     |
| 53  | Великий Двор                              | деревня                 | ↘7        | Горицкое сельское поселение        |
| 54  | Вербилково                                | деревня                 | 10        | Стоянцевское сельское поселение    |
| 55  | Вереинка                                  | деревня                 | →28       | Горицкое сельское поселение        |
| 56  | Верино                                    | деревня                 | 1         | Стоянцевское сельское поселение    |
| 57  | Веска                                     | деревня                 | 14        | Красновское сельское поселение     |
| 58  | Владышино                                 | деревня                 | 0         | Ильинское сельское поселение       |
| 59  | Володарское                               | деревня                 | ↗8        | Печетовское сельское поселение     |
| 60  | Воробьёво                                 | деревня                 | 7         | Красновское сельское поселение     |
| 61  | Воробьёво                                 | деревня                 | 6         | Центральное сельское поселение     |
| 62  | Вороново                                  | деревня                 | 0         | Маловасилевское сельское поселение |
| 63  | Вороново                                  | деревня                 | 21        | Неклюдовское сельское поселение    |
| 64  | Воронцово                                 | деревня                 | 1         | Маловасилевское сельское поселение |
| 65  | Воронцово                                 | деревня                 | ↗10       | Устиновское сельское поселение     |
| 66  | Выголово                                  | деревня                 | 0         | Печетовское сельское поселение     |
| 67  | Выркино                                   | деревня                 | ↘14       | Быковское сельское поселение       |
| 68  | Высоково                                  | деревня                 | 7         | Неклюдовское сельское поселение    |
| 69  | Вячелово                                  | деревня                 | 7         | Неклюдовское сельское поселение    |
| 70  | Гайново                                   | деревня                 | ↘24       | Горицкое сельское поселение        |
| 71  | Глазачево                                 | деревня                 | 1         | Красновское сельское поселение     |
| 72  | Глазово                                   | деревня                 | 0         | Центральное сельское поселение     |
| 73  | Глебово                                   | деревня                 | →1        | Горицкое сельское поселение        |
| 74  | Глинцово                                  | деревня                 | 34        | Маловасилевское сельское поселение |
| 75  | Глухино                                   | деревня                 | 0         | Печетовское сельское поселение     |
| 76  | Глухово                                   | деревня                 | 1         | Печетовское сельское поселение     |
| 77  | Головино                                  | деревня                 | 17        | Приволжское сельское поселение     |
| 78  | Головино                                  | деревня                 | 1         | Титовское сельское поселение       |
| 79  | Голузино                                  | деревня                 | 15        | Устиновское сельское поселение     |
| 80  | Голявино                                  | деревня                 | 0         | Печетовское сельское поселение     |
| 81  | Гомоново                                  | деревня                 | 44        | Титовское сельское поселение       |
| 82  | Горбачево                                 | деревня                 | →10       | Быковское сельское поселение       |
| 83  | Горицы                                    | село                    | ↘1227     | Горицкое сельское поселение        |
| 84  | Горка                                     | деревня                 | 1         | Красновское сельское поселение     |
| 85  | Городище                                  | деревня                 | 0         | Красновское сельское поселение     |
| 86  | Горожанкино                               | деревня                 | 5         | Печетовское сельское поселение     |
| 87  | Горычкино                                 | деревня                 | 0         | Центральное сельское поселение     |
| 88  | Гостилово                                 | деревня                 | →0        | Горицкое сельское поселение        |
| 89  | Грибово                                   | деревня                 | 1         | Красновское сельское поселение     |
| 90  | Григорьево                                | деревня                 | 9         | Титовское сельское поселение       |
| 91  | Григорьевское                             | деревня                 | 1         | Устиновское сельское поселение     |
| 92  | Гридино                                   | деревня                 | 10        | Красновское сельское поселение     |
| 93  | Грозино                                   | деревня                 | 1         | Приволжское сельское поселение     |
| 94  | Губин Угол                                | деревня                 | ↘52       | Фёдоровское сельское поселение     |
| 95  | Дача Блохина                              | населённый пункт        | 0         | Центральное сельское поселение     |
| 96  | Демидовка                                 | деревня                 | 1         | Фёдоровское сельское поселение     |
| 97  | Демидово                                  | деревня                 | 5         | Устиновское сельское поселение     |
| 98  | Демихово                                  | деревня                 | ↘0        | Горицкое сельское поселение        |
| 99  | Деревнищи                                 | деревня                 | 0         | Центральное сельское поселение     |
| 100 | Дитятево                                  | деревня                 | ↘10       | Горицкое сельское поселение        |
| 101 | Долматово                                 | деревня                 | 0         | Центральное сельское поселение     |
| 102 | Дольницы                                  | деревня                 | ↘1        | Быковское сельское поселение       |
| 103 | Дор                                       | деревня                 | ↘1        | Быковское сельское поселение       |
| 104 | Дорохи                                    | деревня                 | 0         | Неклюдовское сельское поселение    |
| 105 | Дубровка                                  | деревня                 | 0         | Центральное сельское поселение     |
| 106 | Дуброво                                   | деревня                 | 1         | Печетовское сельское поселение     |
| 107 | Дудино                                    | деревня                 | 27        | Устиновское сельское поселение     |
| 108 | Дуты                                      | деревня                 | 0         | Печетовское сельское поселение     |
| 109 | Дымово                                    | деревня                 | 0         | Центральное сельское поселение     |
| 110 | Емельяновка                               | деревня                 | 1         | Фёдоровское сельское поселение     |
| 111 | Ескино                                    | деревня                 | 0         | Печетовское сельское поселение     |
| 112 | Желково                                   | деревня                 | 0         | Маловасилевское сельское поселение |
| 113 | Желудьево                                 | деревня                 | 0         | Ильинское сельское поселение       |
| 114 | Жижимориха                                | деревня                 | 0         | Печетовское сельское поселение     |
| 115 | Жилино                                    | деревня                 | 1         | Маловасилевское сельское поселение |
| 116 | Жуковка                                   | деревня                 | 0         | Приволжское сельское поселение     |
| 117 | Журово                                    | деревня                 | 0         | Устиновское сельское поселение     |
| 118 | Завидово                                  | деревня                 | 0         | Ильинское сельское поселение       |
| 119 | Завидово                                  | деревня                 | →0        | Печетовское сельское поселение     |
| 120 | Заводской                                 | посёлок                 | 142       | Ильинское сельское поселение       |
| 121 | Замятино                                  | деревня                 | 17        | Титовское сельское поселение       |
| 122 | Заручье                                   | деревня                 | ↗1        | Горицкое сельское поселение        |
| 123 | Заручьево                                 | деревня                 | ↘1        | Горицкое сельское поселение        |
| 124 | Заручьево                                 | деревня                 | 0         | Маловасилевское сельское поселение |
| 125 | Заручьево                                 | деревня                 | 18        | Стоянцевское сельское поселение    |
| 126 | Збыневля                                  | деревня                 | ↘26       | Горицкое сельское поселение        |
| 127 | Зверево                                   | деревня                 | 0         | Приволжское сельское поселение     |
| 128 | Зверково                                  | деревня                 | →1        | Горицкое сельское поселение        |
| 129 | Зиновиха                                  | деревня                 | →0        | Горицкое сельское поселение        |
| 130 | Золотилово                                | деревня                 | →0        | Центральное сельское поселение     |
| 131 | Зорино                                    | деревня                 | 7         | Печетовское сельское поселение     |
| 132 | Зубырино                                  | деревня                 | ↘7        | Горицкое сельское поселение        |
| 133 | Ивакино                                   | деревня                 | 0         | Ильинское сельское поселение       |
| 134 | Ивановка                                  | хутор                   | 1         | Приволжское сельское поселение     |
| 135 | Иваново                                   | хутор                   | 0         | Маловасилевское сельское поселение |
| 136 | Игнатово                                  | деревня                 | 0         | Фёдоровское сельское поселение     |
| 137 | Игумново                                  | деревня                 | 8         | Неклюдовское сельское поселение    |
| 138 | Ильино                                    | деревня                 | ↘19       | Печетовское сельское поселение     |
| 139 | Ильинское                                 | село                    | ↗946      | Ильинское сельское поселение       |
| 140 | Исаево                                    | деревня                 | 9         | Ильинское сельское поселение       |
| 141 | Кадниково                                 | деревня                 | 16        | Приволжское сельское поселение     |
| 142 | Калинино                                  | деревня                 | 0         | Маловасилевское сельское поселение |
| 143 | Калинино                                  | деревня                 | 5         | Фёдоровское сельское поселение     |
| 144 | Карповка                                  | деревня                 | 1         | Неклюдовское сельское поселение    |
| 145 | Каюрово                                   | деревня                 | ↘82       | Центральное сельское поселение     |
| 146 | Киселево                                  | деревня                 | ↗7        | Горицкое сельское поселение        |
| 147 | Киселево                                  | деревня                 | 1         | Печетовское сельское поселение     |
| 148 | Кислово                                   | деревня                 | 12        | Устиновское сельское поселение     |
| 149 | Клетино                                   | деревня                 | 35        | Титовское сельское поселение       |
| 150 | Клыпино                                   | деревня                 | 1         | Устиновское сельское поселение     |
| 151 | Клясово                                   | деревня                 | 1         | Неклюдовское сельское поселение    |
| 152 | Князево                                   | деревня                 | 8         | Центральное сельское поселение     |
| 153 | Кожевнево                                 | деревня                 | 0         | Печетовское сельское поселение     |
| 154 | Кожухово                                  | деревня                 | 5         | Устиновское сельское поселение     |
| 155 | Кожухово                                  | деревня                 | 1         | Центральное сельское поселение     |
| 156 | Кокориха                                  | деревня                 | 1         | Устиновское сельское поселение     |
| 157 | Кокоурово                                 | деревня                 | 6         | Устиновское сельское поселение     |
| 158 | Колпачиха                                 | деревня                 | 1         | Красновское сельское поселение     |
| 159 | Колюбеево                                 | деревня                 | 8         | Красновское сельское поселение     |
| 160 | Константиново                             | деревня                 | 10        | Красновское сельское поселение     |
| 161 | Константиново                             | деревня                 | 17        | Красновское сельское поселение     |
| 162 | Коприлово                                 | деревня                 | 0         | Печетовское сельское поселение     |
| 163 | Кореньково                                | деревня                 | 1         | Центральное сельское поселение     |
| 164 | Коршево                                   | деревня                 | ↘5        | Быковское сельское поселение       |
| 165 | Костенево                                 | деревня                 | 0         | Центральное сельское поселение     |
| 166 | Костино                                   | деревня                 | 5         | Печетовское сельское поселение     |
| 167 | Котоварово                                | деревня                 | 0         | Маловасилевское сельское поселение |
| 168 | Кочнево                                   | деревня                 | 1         | Приволжское сельское поселение     |
| 169 | Кошкино                                   | деревня                 | ↘151      | Горицкое сельское поселение        |
| 170 | Кошкино                                   | деревня                 | 9         | Печетовское сельское поселение     |
| 171 | Кощеево                                   | деревня                 | →0        | Горицкое сельское поселение        |
| 172 | Красиково                                 | деревня                 | 0         | Центральное сельское поселение     |
| 173 | Красная Горка                             | деревня                 | 0         | Приволжское сельское поселение     |
| 174 | Красное                                   | село                    | ↘137      | Красновское сельское поселение     |
| 175 | Красный Выселок                           | деревня                 | ↘1        | Горицкое сельское поселение        |
| 176 | Крева                                     | деревня                 | ↘65       | Фёдоровское сельское поселение     |
| 177 | Кривцово                                  | деревня                 | 0         | Центральное сельское поселение     |
| 178 | Круглица                                  | деревня                 | 6         | Печетовское сельское поселение     |
| 179 | Кругловка                                 | деревня                 | 10        | Центральное сельское поселение     |
| 180 | Крячково                                  | деревня                 | 1         | Ильинское сельское поселение       |
| 181 | Кстиново                                  | деревня                 | 0         | Неклюдовское сельское поселение    |
| 182 | Кузнецово                                 | деревня                 | 0         | Приволжское сельское поселение     |
| 183 | Кучино                                    | деревня                 | ↘239      | Ильинское сельское поселение       |
| 184 | Лазарево                                  | деревня                 | ↘18       | Быковское сельское поселение       |
| 185 | Ларцево                                   | деревня                 | ↘14       | Фёдоровское сельское поселение     |
| 186 | Лахирево                                  | деревня                 | 5         | Титовское сельское поселение       |
| 187 | Лебзуново                                 | деревня                 | ↘1        | Быковское сельское поселение       |
| 188 | Леоново                                   | деревня                 | 0         | Устиновское сельское поселение     |
| 189 | Лесная Сторожка Бегуша                    | населённый пункт        | 0         | Титовское сельское поселение       |
| 190 | Лесной                                    | посёлок                 | 7         | Приволжское сельское поселение     |
| 191 | Ломово                                    | деревня                 | ↗1        | Горицкое сельское поселение        |
| 192 | Лосевка                                   | деревня                 | 1         | Маловасилевское сельское поселение |
| 193 | Лосево                                    | деревня                 | ↘107      | Красновское сельское поселение     |
| 194 | Лосево                                    | деревня                 | 1         | Стоянцевское сельское поселение    |
| 195 | Лугино                                    | деревня                 | →0        | Горицкое сельское поселение        |
| 196 | Луканино                                  | деревня                 | 13        | Приволжское сельское поселение     |
| 197 | Лукьяново                                 | деревня                 | ↘1        | Печетовское сельское поселение     |
| 198 | Лыково                                    | деревня                 | ↗17       | Горицкое сельское поселение        |
| 199 | Лышники                                   | деревня                 | 0         | Центральное сельское поселение     |
| 200 | Мазлово                                   | деревня                 | 0         | Печетовское сельское поселение     |
| 201 | Майково                                   | деревня                 | ↘13       | Быковское сельское поселение       |
| 202 | Макариха                                  | деревня                 | ↘0        | Быковское сельское поселение       |
| 203 | Максимцево                                | деревня                 | 42        | Ильинское сельское поселение       |
| 204 | Малое Аксёново                            | деревня                 | 0         | Ильинское сельское поселение       |
| 205 | Малое Василево                            | деревня                 | ↘956      | Маловасилевское сельское поселение |
| 206 | Малое Перечистово                         | деревня                 | 5         | Красновское сельское поселение     |
| 207 | Малое Семеново                            | деревня                 | 0         | Ильинское сельское поселение       |
| 208 | Малое Яковлево                            | деревня                 | 1         | Центральное сельское поселение     |
| 209 | Малышково                                 | деревня                 | →1        | Приволжское сельское поселение     |
| 210 | Мануково                                  | деревня                 | 1         | Ильинское сельское поселение       |
| 211 | Марково                                   | деревня                 | 0         | Ильинское сельское поселение       |
| 212 | Маркуши                                   | деревня                 | 5         | Приволжское сельское поселение     |
| 213 | Мартынцево                                | деревня                 | 5         | Ильинское сельское поселение       |
| 214 | Марфино                                   | деревня                 | ↗12       | Горицкое сельское поселение        |
| 215 | Матвеевка                                 | деревня                 | 0         | Печетовское сельское поселение     |
| 216 | Медведицкое                               | село                    | ↘1        | Центральное сельское поселение     |
| 217 | Медведково                                | деревня                 | 1         | Устиновское сельское поселение     |
| 218 | Мельгуново                                | деревня                 | 5         | Центральное сельское поселение     |
| 219 | Мерлино                                   | деревня                 | 21        | Центральное сельское поселение     |
| 220 | Митино                                    | деревня                 | 1         | Центральное сельское поселение     |
| 221 | Митрофаниха                               | деревня                 | 0         | Печетовское сельское поселение     |
| 222 | Михалево                                  | деревня                 | →1        | Горицкое сельское поселение        |
| 223 | Михалково                                 | деревня                 | 11        | Ильинское сельское поселение       |
| 224 | Михеево                                   | деревня                 | 1         | Центральное сельское поселение     |
| 225 | Молгино                                   | деревня                 | 11        | Стоянцевское сельское поселение    |
| 226 | Молоди                                    | деревня                 | ↘7        | Быковское сельское поселение       |
| 227 | Молоствово                                | деревня                 | 7         | Маловасилевское сельское поселение |
| 228 | Морщихино                                 | деревня                 | 0         | Ильинское сельское поселение       |
| 229 | Москвитино                                | деревня                 | 11        | Печетовское сельское поселение     |
| 230 | Муравьево                                 | деревня                 | 0         | Титовское сельское поселение       |
| 231 | Мышкино                                   | деревня                 | 0         | Ильинское сельское поселение       |
| 232 | Набережная                                | деревня                 | 12        | Неклюдовское сельское поселение    |
| 233 | Назарово                                  | деревня                 | 1         | Неклюдовское сельское поселение    |
| 234 | Неверово                                  | деревня                 | ↘10       | Быковское сельское поселение       |
| 235 | Незденово                                 | деревня                 | 14        | Ильинское сельское поселение       |
| 236 | Неклюдово                                 | деревня                 | ↗166      | Неклюдовское сельское поселение    |
| 237 | Ненорово                                  | деревня                 | ↘1        | Быковское сельское поселение       |
| 238 | Нефедово                                  | деревня                 | ↘1        | Устиновское сельское поселение     |
| 239 | Нечаево                                   | деревня                 | 0         | Печетовское сельское поселение     |
| 240 | Никитино                                  | деревня                 | 1         | Устиновское сельское поселение     |
| 241 | Никитское                                 | деревня                 | →19       | Горицкое сельское поселение        |
| 242 | Николо-Неверьево                          | деревня                 | ↘7        | Печетовское сельское поселение     |
| 243 | Николо-Ям                                 | деревня                 | ↘1        | Неклюдовское сельское поселение    |
| 244 | Новое Акатово                             | деревня                 | 1         | Центральное сельское поселение     |
| 245 | Новое Село                                | деревня                 | 31        | Титовское сельское поселение       |
| 246 | Ново-Ивановское                           | деревня                 | ↘0        | Ильинское сельское поселение       |
| 247 | Ново-Ивановское                           | деревня                 | 104       | Неклюдовское сельское поселение    |
| 248 | Ново-Никитское                            | деревня                 | ↘1        | Горицкое сельское поселение        |
| 249 | Новоселово                                | деревня                 | 0         | Ильинское сельское поселение       |
| 250 | Новые Березки                             | деревня                 | ↗6        | Горицкое сельское поселение        |
| 251 | Новые Миглощи                             | деревня                 | 1         | Центральное сельское поселение     |
| 252 | Новые Шатрищи                             | деревня                 | 11        | Центральное сельское поселение     |
| 253 | Норбужье                                  | деревня                 | 16        | Неклюдовское сельское поселение    |
| 254 | Носково                                   | деревня                 | 5         | Стоянцевское сельское поселение    |
| 255 | Нутромо                                   | деревня                 | ↘1        | Титовское сельское поселение       |
| 256 | Обутьково                                 | деревня                 | 0         | Красновское сельское поселение     |
| 257 | Овсевьево                                 | деревня                 | ↗8        | Горицкое сельское поселение        |
| 258 | Овсяниково                                | деревня                 | 1         | Печетовское сельское поселение     |
| 259 | Одинцово                                  | деревня                 | ↘3        | Печетовское сельское поселение     |
| 260 | Окаемово                                  | деревня                 | 0         | Ильинское сельское поселение       |
| 261 | Омутня                                    | хутор                   | 0         | Фёдоровское сельское поселение     |
| 262 | Острилово                                 | деревня                 | 0         | Неклюдовское сельское поселение    |
| 263 | Остров                                    | деревня                 | 37        | Центральное сельское поселение     |
| 264 | Отдельный Дом «Клетинский Бор»            | населённый пункт        | 0         | Титовское сельское поселение       |
| 265 | Отрословля                                | деревня                 | 0         | Печетовское сельское поселение     |
| 266 | Отрубнево                                 | деревня                 | →0        | Центральное сельское поселение     |
| 267 | Ошитково                                  | деревня                 | ↘1        | Быковское сельское поселение       |
| 268 | Пантелеево                                | деревня                 | 12        | Стоянцевское сельское поселение    |
| 269 | Паньсково                                 | деревня                 | ↘9        | Горицкое сельское поселение        |
| 270 | Папино                                    | деревня                 | 5         | Центральное сельское поселение     |
| 271 | Папулово                                  | деревня                 | 0         | Титовское сельское поселение       |
| 272 | Паскино                                   | деревня                 | ↘113      | Печетовское сельское поселение     |
| 273 | Пекарево                                  | деревня                 | ↗7        | Горицкое сельское поселение        |
| 274 | Пекуново                                  | деревня                 | 1         | Фёдоровское сельское поселение     |
| 275 | Пелагеинское                              | деревня                 | ↘15       | Приволжское сельское поселение     |
| 276 | Перекладово                               | хутор                   | 0         | Неклюдовское сельское поселение    |
| 277 | Пестово                                   | деревня                 | ↘1        | Горицкое сельское поселение        |
| 278 | Петрово                                   | деревня                 | ↗5        | Быковское сельское поселение       |
| 279 | Петровское                                | деревня                 | ↘1        | Печетовское сельское поселение     |
| 280 | Петухово                                  | деревня                 | 17        | Стоянцевское сельское поселение    |
| 281 | Печетово                                  | деревня                 | ↘54       | Печетовское сельское поселение     |
| 282 | Пионерский Лагерь «Волга»                 | населённый пункт        | 0         | Титовское сельское поселение       |
| 283 | Пионерский Лагерь «Дружба»                | населённый пункт        | 0         | Фёдоровское сельское поселение     |
| 284 | Плешково                                  | деревня                 | 9         | Центральное сельское поселение     |
| 285 | Плосково                                  | деревня                 | 0         | Маловасилевское сельское поселение |
| 286 | Плоское                                   | деревня                 | 0         | Приволжское сельское поселение     |
| 287 | Погост Вышнево                            | населённый пункт        | →0        | Ильинское сельское поселение       |
| 288 | Подберезовское Лесничество                | посёлок                 | 15        | Фёдоровское сельское поселение     |
| 289 | Подмошье                                  | деревня                 | →0        | Быковское сельское поселение       |
| 290 | Подосеново                                | деревня                 | ↘0        | Неклюдовское сельское поселение    |
| 291 | Подъелье                                  | деревня                 | 8         | Красновское сельское поселение     |
| 292 | Покровское                                | деревня                 | ↘6        | Печетовское сельское поселение     |
| 293 | Полевая                                   | деревня                 | 0         | Центральное сельское поселение     |
| 294 | Поляна                                    | деревня                 | 15        | Красновское сельское поселение     |
| 295 | Понизовье                                 | деревня                 | →0        | Устиновское сельское поселение     |
| 296 | Поповка                                   | деревня                 | 9         | Приволжское сельское поселение     |
| 297 | сельцо Поповка                            | нп                      | 6         | Приволжское сельское поселение     |
| 298 | Поповка                                   | деревня                 | 1         | Центральное сельское поселение     |
| 299 | Правда                                    | деревня                 | ↘10       | Быковское сельское поселение       |
| 300 | Приволжский                               | посёлок                 | ↘722      | Приволжское сельское поселение     |
| 301 | Приволжский Психоневрологический Интернат | населённый пункт        | 1         | Приволжское сельское поселение     |
| 302 | Прислон                                   | деревня                 | 24        | Титовское сельское поселение       |
| 303 | Притыкино                                 | деревня                 | 1         | Титовское сельское поселение       |
| 304 | Прокунино                                 | деревня                 | 1         | Красновское сельское поселение     |
| 305 | Прудцы                                    | деревня                 | 1         | Устиновское сельское поселение     |
| 306 | Пузаково                                  | деревня                 | 1         | Устиновское сельское поселение     |
| 307 | Пустыри                                   | деревня                 | ↘1        | Горицкое сельское поселение        |
| 308 | Путышино                                  | деревня                 | 1         | Печетовское сельское поселение     |
| 309 | Радилово                                  | деревня                 | ↘26       | Печетовское сельское поселение     |
| 310 | Радованье                                 | деревня                 | 1         | Ильинское сельское поселение       |
| 311 | Радомино                                  | деревня                 | ↘204      | Быковское сельское поселение       |
| 312 | Раздобарино                               | деревня                 | 1         | Ильинское сельское поселение       |
| 313 | Раменье                                   | деревня                 | →0        | Горицкое сельское поселение        |
| 314 | Раменье                                   | деревня                 | →5        | Печетовское сельское поселение     |
| 315 | Редриково                                 | деревня                 | 0         | Печетовское сельское поселение     |
| 316 | Реутово                                   | деревня                 | 10        | Устиновское сельское поселение     |
| 317 | Родино                                    | деревня                 | 5         | Приволжское сельское поселение     |
| 318 | Рожново                                   | деревня                 | ↘6        | Горицкое сельское поселение        |
| 319 | Романово                                  | деревня                 | 19        | Неклюдовское сельское поселение    |
| 320 | Ромашкино                                 | деревня                 | ↗126      | Ильинское сельское поселение       |
| 321 | Русилово                                  | деревня                 | →0        | Быковское сельское поселение       |
| 322 | Русилово                                  | деревня                 | 127       | Стоянцевское сельское поселение    |
| 323 | Ручьи                                     | деревня                 | 1         | Печетовское сельское поселение     |
| 324 | Рыбучасток                                | посёлок                 | 0         | Центральное сельское поселение     |
| 325 | Рыбушкино                                 | деревня                 | ↘11       | Быковское сельское поселение       |
| 326 | Рябинкино                                 | деревня                 | →1        | Горицкое сельское поселение        |
| 327 | Рязань                                    | деревня                 | 26        | Центральное сельское поселение     |
| 328 | Савино                                    | деревня                 | 1         | Печетовское сельское поселение     |
| 329 | Савино                                    | деревня                 | 0         | Стоянцевское сельское поселение    |
| 330 | Сакулино                                  | деревня                 | 1         | Маловасилевское сельское поселение |
| 331 | Салово                                    | деревня                 | →1        | Печетовское сельское поселение     |
| 332 | Святье                                    | деревня                 | 83        | Фёдоровское сельское поселение     |
| 333 | Селищи                                    | деревня                 | ↘25       | Центральное сельское поселение     |
| 334 | Сельцы                                    | деревня                 | 8         | Печетовское сельское поселение     |
| 335 | Семенково                                 | деревня                 | 8         | Центральное сельское поселение     |
| 336 | Семеново                                  | деревня                 | 0         | Печетовское сельское поселение     |
| 337 | Семенцево                                 | деревня                 | 1         | Печетовское сельское поселение     |
| 338 | Сенькино                                  | деревня                 | 15        | Приволжское сельское поселение     |
| 339 | Сергово                                   | деревня                 | 6         | Красновское сельское поселение     |
| 340 | Сиблово                                   | деревня                 | →1        | Быковское сельское поселение       |
| 341 | Симоново                                  | деревня                 | 1         | Устиновское сельское поселение     |
| 342 | Скоково                                   | деревня                 | 1         | Печетовское сельское поселение     |
| 343 | Скорнево                                  | деревня                 | 13        | Красновское сельское поселение     |
| 344 | Скулино                                   | деревня                 | 27        | Центральное сельское поселение     |
| 345 | Слезино                                   | деревня                 | 1         | Устиновское сельское поселение     |
| 346 | Слободище                                 | деревня                 | 8         | Фёдоровское сельское поселение     |
| 347 | Слободка                                  | деревня                 | ↘1        | Центральное сельское поселение     |
| 348 | Смольково                                 | деревня                 | 0         | Печетовское сельское поселение     |
| 349 | Соболево                                  | деревня                 | 17        | Фёдоровское сельское поселение     |
| 350 | Соловьёво                                 | деревня                 | →0        | Горицкое сельское поселение        |
| 351 | Сорокино                                  | деревня                 | ↘1        | Быковское сельское поселение       |
| 352 | Сосновицы                                 | деревня                 | 0         | Неклюдовское сельское поселение    |
| 353 | Сотница                                   | деревня                 | 5         | Красновское сельское поселение     |
| 354 | Сотское                                   | деревня                 | ↘7        | Печетовское сельское поселение     |
| 355 | Софоньево                                 | деревня                 | ↘12       | Быковское сельское поселение       |
| 356 | Сошниково                                 | деревня                 | →0        | Горицкое сельское поселение        |
| 357 | Сошниково                                 | деревня                 | 0         | Ильинское сельское поселение       |
| 358 | Спирово                                   | деревня                 | 34        | Неклюдовское сельское поселение    |
| 359 | Старово                                   | деревня                 | ↘36       | Быковское сельское поселение       |
| 360 | Старово                                   | деревня                 | 12        | Красновское сельское поселение     |
| 361 | Степаново                                 | деревня                 | ↘8        | Печетовское сельское поселение     |
| 362 | Столбово                                  | деревня                 | 0         | Титовское сельское поселение       |
| 363 | Стоянцы                                   | село                    | ↘46       | Стоянцевское сельское поселение    |
| 364 | Стрельчиха                                | деревня                 | 13        | Приволжское сельское поселение     |
| 365 | Строево                                   | деревня                 | ↘19       | Центральное сельское поселение     |
| 366 | Сыркино                                   | деревня                 | 22        | Неклюдовское сельское поселение    |
| 367 | Татищево                                  | деревня                 | ↘0        | Горицкое сельское поселение        |
| 368 | Творогово                                 | деревня                 | ↘9        | Печетовское сельское поселение     |
| 369 | Тепенино                                  | деревня                 | 1         | Ильинское сельское поселение       |
| 370 | Теплиново                                 | деревня                 | 17        | Центральное сельское поселение     |
| 371 | Титово                                    | деревня                 | 658       | Титовское сельское поселение       |
| 372 | Тихоново                                  | деревня                 | 1         | Центральное сельское поселение     |
| 373 | Топорок                                   | деревня                 | 5         | Фёдоровское сельское поселение     |
| 374 | Трахова                                   | деревня                 | 0         | Стоянцевское сельское поселение    |
| 375 | Троице-Кочки                              | деревня                 | ↘11       | Маловасилевское сельское поселение |
| 376 | Труфаново                                 | деревня                 | 0         | Ильинское сельское поселение       |
| 377 | Трышиха                                   | деревня                 | →5        | Горицкое сельское поселение        |
| 378 | Турово                                    | деревня                 | 1         | Приволжское сельское поселение     |
| 379 | Усад                                      | деревня                 | 8         | Ильинское сельское поселение       |
| 380 | Усово                                     | деревня                 | 1         | Устиновское сельское поселение     |
| 381 | Устиново                                  | деревня                 | ↘227      | Устиновское сельское поселение     |
| 382 | Уткино                                    | деревня                 | 0         | Маловасилевское сельское поселение |
| 383 | Ухово                                     | деревня                 | 0         | Печетовское сельское поселение     |
| 384 | Ушаковка                                  | деревня                 | 6         | Фёдоровское сельское поселение     |
| 385 | Федоровка                                 | деревня                 | ↘299      | Фёдоровское сельское поселение     |
| 386 | Федорово                                  | деревня                 | ↗9        | Горицкое сельское поселение        |
| 387 | Фетенино                                  | деревня                 | 0         | Ильинское сельское поселение       |
| 388 | Филиппово                                 | деревня                 | ↘0        | Горицкое сельское поселение        |
| 389 | Филиппово                                 | деревня                 | ↘18       | Центральное сельское поселение     |
| 390 | Фролово                                   | деревня                 | 7         | Стоянцевское сельское поселение    |
| 391 | Харпаево                                  | деревня                 | 12        | Устиновское сельское поселение     |
| 392 | Ховронино                                 | деревня                 | 0         | Стоянцевское сельское поселение    |
| 393 | Хотилово                                  | деревня                 | 0         | Приволжское сельское поселение     |
| 394 | Центральный                               | посёлок                 | 1193      | Центральное сельское поселение     |
| 395 | Цыганово                                  | деревня                 | 9         | Титовское сельское поселение       |
| 396 | Ченцово                                   | деревня                 | 1         | Стоянцевское сельское поселение    |
| 397 | Черкасино                                 | деревня                 | ↘1        | Быковское сельское поселение       |
| 398 | Чернево                                   | деревня                 | 0         | Маловасилевское сельское поселение |
| 399 | Чудиново                                  | деревня                 | 0         | Маловасилевское сельское поселение |
| 400 | Чупеево                                   | деревня                 | 0         | Устиновское сельское поселение     |
| 401 | Чухово                                    | деревня                 | →1        | Горицкое сельское поселение        |
| 402 | Шевелево                                  | деревня                 | 82        | Центральное сельское поселение     |
| 403 | Шепелиха                                  | деревня                 | 1         | Приволжское сельское поселение     |
| 404 | Шиблино                                   | деревня                 | 11        | Устиновское сельское поселение     |
| 405 | Шипухино                                  | деревня                 | 0         | Приволжское сельское поселение     |
| 406 | Ширяево                                   | деревня                 | 0         | Приволжское сельское поселение     |
| 407 | Шубино                                    | деревня                 | ↘34       | Печетовское сельское поселение     |
| 408 | Шумилово                                  | деревня                 | 8         | Красновское сельское поселение     |
| 409 | Шурманка                                  | деревня                 | 1         | Приволжское сельское поселение     |
| 410 | Шутово                                    | деревня                 | ↘8        | Центральное сельское поселение     |
| 411 | Шушпаново                                 | деревня                 | 0         | Устиновское сельское поселение     |
| 412 | Щелково                                   | деревня                 | 1         | Титовское сельское поселение       |
| 413 | Юминское                                  | деревня                 | 1         | Приволжское сельское поселение     |
| 414 | Юрино                                     | деревня                 | 7         | Центральное сельское поселение     |
| 415 | Якимцево                                  | деревня                 | ↘9        | Горицкое сельское поселение        |
| 416 | Яковлевское                               | деревня                 | ↘43       | Печетовское сельское поселение     |
| 417 | Якшино                                    | деревня                 | ↘1        | Горицкое сельское поселение        |
| 418 | Янино                                     | деревня                 | 7         | Ильинское сельское поселение       |
| 419 | Ярославец                                 | деревня                 | ↘14       | Печетовское сельское поселение     |

## Общая карта
Легенда карты:
| Численность населения: |                      |
|                        | Более 40 000 жителей |
|                        | 1000 — 2000 жителей  |
|                        | 500 — 1000 жителей   |
|                        | 200 — 500 жителей    |
|                        | Менее 200 жителей    |

## Органы местного самоуправления
Структуру органов местного самоуправления муниципального округа составляют:
- Дума Кимрского муниципального округа;
- Глава Кимрского муниципального округа;
- Администрация Кимрского муниципального округа;
- Контрольно-счётная палата Кимрского муниципального округа.

Глава муниципального округа c 19 декабря 2022 года — Лукьянов Андрей Николаевич.
Председатель Думы муниципального округа c 29 сентября 2022 года — Алексеева Алла Алексеевна.

## Экономика
- Белогородская судоверфь в Белом Городке
- Добыча и транспорт нерудных ископаемых (особенно вдоль Волги), торфа
- Сельское и лесное хозяйство
- Туризм
  - приём волжских туристических судов
  - дома отдыха, лагеря и дачные участки легкодоступные из Москвы
  - авиа и парашютный спорт на аэродроме Борки

## Транспорт
Крупнейший транспортный узел округа город Кимры, автодорожным узлом является также село Горицы. Расстояние от Кимр до Москвы 133 км, до Твери 100 км, Ильинского — 15, М. Василёва — 22, Гориц — 53, Быкова — 65, Красного — 73, Паскина — 30, Устинова — 30, Неклюдова — 38, Фёдоровки — 10, Дубны — 18, Белого Городка — 16, Приволжского — 18 км.
- Однопутная железная дорога Москва — Калязин, проходит через Кимры, Белый Городок и Стрельчиху (остановки 124 км, Савёлово, 139 км, Белый Городок, 151 км и Стрельчиха). Движение электропоездов от Кимр в сторону Москвы, в сторону Калязина сообщение тепловозное.
- Автотрассы от Кимр на Тверь (через Ильинское и Горицы) и на Москву (через д. Клетино), и на Кашин от Гориц. Сообщение через Волгу осуществляется по Кимрскому мосту.
- Судоходство по реке Волге (грузовые и круизные пассажирские суда). В Кимрах грузовая и пассажирская пристани, а также порт, в Белом Городке пристань и доки.
- В трёх километрах на юг от Кимр располагается аэродром Борки.

С 1956 по 2009 годы под селом Ильинское действовала Узкоколейная железная дорога Кимрского торфопредприятия по которой фрезерный торф доставлялся с торфяных полей на торфобрикетный завод.

## Культура
С 2011 по 2023 годы ежегодно проводился фестиваль исторической реконструкции «Былинный берег», поддерживаемый государственными органами. В 2018 году фестиваль, по данным аналитического агентства ТурСтат, вошел в топ-3 самых ожидаемых событий России, а также получил Гран-при престижной премии в области событийного туризма Russian Event Awards в номинации «Лучшее туристическое событие исторической направленности». В 2024 году фестиваль отменен по инициативе администрации муниципального образования якобы из-за террористической опасности.